# David Bratton
David Bratton (New York, oktober 1869 - Chicago, 3 december 1904) was een Amerikaans waterpolospeler.
David Bratton nam als waterpoloër eenmaal deel aan de Olympische Spelen; in 1904. In 1904 maakte hij deel uit van het Amerikaanse team dat het goud wist te veroveren. Hij speelde voor de New York Athletic Club. Bratton nam tevens deel aan het onderdeel 4x50 yards vrije slag, zijn team eindigde als vierde.
Nog in hetzelfde jaar overleed Bratton aan buiktyfus.
 Goud: New York Athletic Club · 
David Bratton · 
George Van Cleaf · 
Budd Goodwin · 
Louis Handley · 
David Hesser · 
Joseph Ruddy · 
James Steen
 Zilver: Chicago Athletic Association · 
Rex Beach · 
Jerome Steever · 
Edwin Swatek · 
Charles Healy · 
Frank Kehoe · 
David Hammond · 
William Tuttle
 Brons: Missouri Athletic Club · 
John Meyers · 
Manfred Toeppen · 
Gwynne Evans · 
Amedee Reyburn · 
Fred Schreiner · 
Augustus Goessling · 
William Orthwein
 Goud: New York Athletic Club -
Joseph Ruddy -
Budd Goodwin -
Louis Handley -
Charles Daniels -
 Zilver: Chicago Athletic Association -
Hugo Goetz -
David Hammond -
Raymond Thorne -
William Tuttle
 Brons: Missouri Athletic Club -
Gwynne Evans -
William Orthwein -
Amedee Reyburn -
Marquard Schwarz
4de: New York Athletic Club -
Edgar Adams -
David Bratton -
George Van Cleaf -
David Hesser